# Maszewo (plaats in powiat Krośnieński)
Maszewo is een dorp in het Poolse woiwodschap Lubusz, in het district Krośnieński (Lubusz). De plaats maakt deel uit van de gemeente Maszewo en telt 460 inwoners.